# 迪贝维尔站
迪贝维尔站（法語：D'Iberville，發音：[dibɛʁvil]）位於加拿大魁北克省蒙特利爾市，是蒙特利爾地鐵5號線的一個中途站，服務附近的居民。

## 外部連結
- （法文）（英文）蒙特利爾交通局：迪贝维尔站 （页面存档备份，存于）（英文） （页面存档备份，存于）
- （法文）（英文）：迪贝维尔站 （页面存档备份，存于）（英文） （页面存档备份，存于），含有迪贝维尔站的資訊、歷史、車站結構與藝術品資料。